# Эрьё
Эрьё (фр. Heyrieux) — коммуна во Франции, находится в регионе Рона — Альпы. Департамент коммуны — Изер. Входит в состав кантона Ла-Верпийер. Округ коммуны — Вьенн.
Код INSEE коммуны — 38189. Население коммуны на 2012 год составляло 4674 человека. Населённый пункт находится на высоте от 259 до 381 метров над уровнем моря. Муниципалитет расположен на расстоянии около 420 км юго-восточнее Парижа, 23 км юго-восточнее Лиона, 75 км северо-западнее Гренобля. Мэр коммуны — Даниэль Ангонен, мандат действует на протяжении 2014—2020 гг.
Динамика населения (INSEE):

## Города-побратимы
- Бузнаго, Италия (1999)